# Sven Fischer
Sven Fischer (Schmalkalden, 16 de abril de 1971) é um ex-biatleta alemão, tetra-campeão olímpico. 

## Carreira
Vincent Defrasne representou seu país nos Jogos Olímpicos de 1994, 1998, 2002 e 2006, na qual conquistou a medalha de ouro, na velocidade 10km e três ouros no revezamento 4x7,5km. 